# Gregory Crewdson
Gregory Crewdson (født 26. september 1962) er en amerikansk kunstfotograf, som i særpræget grad er kendt fra sine billedserier Beneath the Roses og Twillight, som begge fremstiller nøje tilrettelagte scener fra det Amerikanske hjem og udkantssamfund i udefinerbare lokaliteter. 
Udvalgte værker fra Crewdsons billedserier Beneath the Roses, Sanctuary og In a Lonely Place blev vist på Den Sorte Diamant/Det Kongelige Bibliotek i København i 2012. 

## Liv og Karriere
Gregory Crewdson blev født i Brooklyn, New York og voksede op med en far som var pskolog, hvilket Crewdson senere har understreget, har haft en afgørende betydning for hans kunstneriske karriere. 
Han gik på John Dewey High School og bestod tidligt. Som teenager var han en del af en punk rock gruppe kaldet The Speedies som fik et større hit i New York og tournede rundt i store dele af de omkringliggende bysamfund. Sangens navn var Let Me Take Your Photo og kan næsten læses som en profeti for Crewdsons senere livsvalg. Fra 1980'erne begyndte Crewdson nemlig at studere fotografi ved SUNY Purchase nær Port Chester, New York. Han bestod endvidere fra Yale University med en master i Fine Arts. I dag er han professor på Yale University School of Art alt imens han til stadighed ændrer og eksperimenterer med sit eget kunstneriske udtryk. Som kunstner er han i dag repræsenteret af Gagosian Gallery i hele verden og White Cube Gallery i London.

## Temaer i kunsten
Gregory Crewdson protrætterer ofte små udkantsområder i Amerika, hvor der metaforisk gemmer sig hemmeligheder under overfladen, hvilket titlen på billedserien Beneath the Roses også antyder. Billedserierne tager måneder at tilrettelægge og udføres med nøje tilrettelæggelse og hjælp fra et stort mandskab. Ofte er scenerne ikke engang virkelige, men opbygges specielt til hvert enkelt billede. Billederne printes i stort format hvilket gør det muligt at se de mange detaljer som er tilføjet. Crewdson anvender meget nøje lyssætning, hvilket skaber en sammenblanding af dokumentaristisk fotograferede by- og landskabsscener, men filmisk belyst individer. En sammenblanding af fiktionære og faktionære lysmæssige virkemidler. Billederne får samtidig ofte en karakter af at være øjebliksbilleder i en kontekst, som tilskueren selv opfinde. Der forekommer en form for voyeurisme, hvor beskueren kun ser afgørende 'før' og 'efter' situationer i en given situation, i en givent menneskes liv. Farverne er tit kontrastfyldte i Crewdsons værker, således at en glødende himmel kan stå i skærende kontrast til de ofte kolde, våde, fugtige, grå vejrmæssige omgivelser. Individerne oplyses dog af et glødende lys, som sætter dem i fokus. Det er individernes psykologiske tilstande som har afgørende betydning i Crewdson's værker.